# ۳۲۸ (پیش از میلاد)
۳۲۸ (پیش از میلاد) ۳۲۸مین سال قبل از تقویم میلادی است.